# Meld
Meld ist ein grafisches Hilfsprogramm, das Dateien vergleichen (diff) und mergen kann. Es wird unter der freien Lizenz GPL veröffentlicht. Neben der Möglichkeit zwei beziehungsweise drei Dateien gleichzeitig vergleichen zu können, bietet Meld auch die Möglichkeit Verzeichnisse zu synchronisieren.
Meld ist außerdem für die Verwendung mit Versionkontrollsystemen Git, Mercurial, Bazaar, CVS, Subversion und weiteren geeignet. Software-Entwickler nutzen Meld konkret um Merge-Konflikte zu lösen.
Meld ist in Python geschrieben und nutzt das Toolkit GTK 3.2. Es ist in vielen verschiedenen Sprachen verfügbar. Die Entwicklung begann am 18. Mai 2002 mit der ersten Entwicklerversion 0.1. Meld ist seit Januar 2004 Teil der Linuxdistribution Debian.